# Her Child's Honor
Her Child's Honor è un cortometraggio muto del 1911 diretto da Harry Solter e prodotto dalla Lubin.

## Trama
Una donna, convinta che il primo marito sia morto, si risposa. L'innocente bigama finirà per sacrificarsi quando, riapparso il primo marito, dovrà fare una scelta per salvare l'onore del suo bambino.

## Produzione
Il film fu prodotto dalla Lubin Manufacturing Company.

## Distribuzione
Distribuito dalla General Film Company, il film - un cortometraggio in una bobina - uscì nelle sale statunitensi il 27 marzo 1911.